# Oxypoda demissa
Oxypoda demissa es una especie de escarabajo del género Oxypoda, familia Staphylinidae. Fue descrita científicamente por Casey en 1911.
Se distribuye por Canadá. Habita en zonas húmedas, en la hojarasca, bosques mixtos, en manantiales y montículos.